# Fantastica (Dolcenera)
Fantastica è il terzo singolo di Dolcenera che anticipa il sesto album in studio (Le stelle non tremano, frase presente anche nel testo della canzone) della cantante pubblicato come maxi singolo in formato originale, acustico e remixato.

## Il brano
Il singolo, scritto insieme a Pietro Stefanini, Francesco Sighieri & Michele Papadia, arrangiato e prodotto dalla cantante stessa, ha un ritmo molto moderno con un genere che va dalla dance al pop e la cantautrice ha dichiarato in merito al brano:
Grazie ad una persona alla quale ho voluto tanto bene, continuo ad imparare ogni giorno che la vita va presa con un sorriso. Un sorriso cambia, non solo le visioni delle cose che ci accadono intorno, ma anche i punti di vista sui sentimenti più crudeli che proviamo, come la rabbia e la paura”.»

## Successo commerciale
Raggiunge come posizione massima la 13ª della classifica nazionale Airplay e in quella internazionale la 20ª. Ottiene anche buoni risultati al Summer Festival piazzandosi al 3º posto della classifica generale della 1ª serata.